# 鰻魚河 (印地安納州克萊縣)
鰻魚河（英語：Eel River）是位於美國印地安納州克萊縣的一個非建制地區。該地的面積和人口皆未知。

## 地理
鰻魚河的座標為39°19′24″N 87°07′25″W / 39.32333°N 87.12361°W，而該地的平均海拔高度為162米（即531英尺）。